# Bernt Jansson
Bernt Ronny Jansson (* 26. Juni 1950 in Lidköping; † 27. Januar 2020 in Laxå) war ein schwedischer Eisschnellläufer.
Jansson nahm zwischen 1970 und 1991 an 15 schwedischen Meisterschaften teil und erreichte dabei im Jahr 1977 mit dem dritten Platz im Sprint-Mehrkampf seine beste Platzierung. International lief er von 1967 bis 1980 und belegte in der Saison 1975/76 bei der Sprintweltmeisterschaft 1976 in Berlin den 11. Platz im Sprint-Mehrkampf sowie bei seiner einzigen Teilnahme an Olympischen Winterspielen im Februar 1976 in Innsbruck den 31. Rang über 1000 m. Im folgenden Jahr kam er bei der Sprintweltmeisterschaft in Alkmaar auf den 16. Platz im Sprint-Mehrkampf.

## Persönliche Bestzeiten
| Disziplin | Zeit         | Datum            | Ort      |
| --------- | ------------ | ---------------- | -------- |
| 500 m     | 39,00 s      | 10. Januar 1979  | Örebro   |
| 1000 m    | 1:19,40 min  | 30. Januar 1976  | Davos    |
| 1500 m    | 2:04,97 min  | 31. Januar 1976  | Davos    |
| 3000 m    | 4:43,20 min  | 17. Februar 1979 | Örebro   |
| 5000 m    | 8:15,00 min  | 21. Februar 1970 | Karstula |
| 10.000 m  | 17:44,30 min | 12. Februar 1980 | Örebro   |